# 1 contra todos
1 contra todos és una sèrie de televisió brasilera de gènere dramàtic. La primera temporada va ser dirigida i escrita per Breno Silveira, escrita per Gustavo Lipsztein al costat de Thomas Stavros (qui també va ser el creador de la sèrie) i protagonitzada per Júlio Andrade i Julia Ianina en papers principals.
La primera temporada es va emetre en el canal Fox Action des del 20 de juny de 2016 al Brasil i la resta de Llatinoamèrica. La segona temporada es va emetre pel canal Fox Premium Sèries des de l'11 de setembre de 2017 al Brasil i la resta de Llatinoamèrica. La tercera temporada es va emetre per Fox Premium Sèries des del 23 d'abril de 2018 al Brasil i la resta de Llatinoamèrica.
El 5 d'abril de 2018, Fox Networks Group Latin America va renovar la sèrie per a una quarta temporada, que es va emetre des del 27 de març de 2020 al Brasil i la resta de Llatinoamèrica.

## Sinopsi
1 contra todos mostra la història de Cadu, un defensor públic qui veu la seva vida canviar després de ser confós amb un traficant de drogues i acaba sent capturat. La sèrie està basada en una història real.

## Elenc i personatges
- Júlio Andrade com Cadu
- Julia Ianina com Malu.
- Adélio Lima com Professor.
- Stepan Nercessian com Simões Lobo.
- Roney Villela com a Santa Rosa.
- Antonio Saboia

## Temporades
| Temporada | Temporada | Episodis | Episodis | Dates d’emissió        | Dates d’emissió      |
| Temporada | Temporada | Episodis | Episodis | Primera emissió        | Última emissió       |
| --------- | --------- | -------- | -------- | ---------------------- | -------------------- |
|           | 1         | 8        | 8        | 20 de juny de 2016     | 8 d'agost de 2016    |
|           | 2         | 8        | 8        | 11 de setembre de 2017 | 30 d'octubre de 2017 |
|           | 3         | 8        | 8        | 23 d'abril de 2018     | 11 de juny de 2018   |
|           | 4         | 8        | 8        | 27 de març de 2020     | 16 de maig de 2020   |